# Prosiek
Prosiek – wieś (obec) w północnej Słowacji, w powiecie Liptowski Mikułasz, w kraju żylińskim.

## Położenie
Znajduje się w historyczno-etnograficznym regionie Liptów. Pod względem geograficznym miejscowość położona jest na wysokości około 608 m n.p.m. w Kotlinie Liptowskiej, u podnóży góry Prosieczne (1372 m) należącej do Gór Choczańskich. Zabudowania miejscowości rozłożyły się nad potokiem Prosieczanka wypływającym z Doliny Prosieckiej po zachodniej stronie Prosiecznego.

## Turystyka
Miejscowość stanowi bazę wypadową do zwiedzania Doliny Prosieckiej. U jej wylotu znajduje się parking i początek szlaku turystycznego przez tę dolinę. Dzięki drugiemu szlakowi biegnącemu podnóżami Prosiecznego można też z tego miejsca zwiedzić Dolinę Kwaczańską lub wykonać pełną pętlę: Dolina Prosiecka – Svorad – Dolina Kwaczańska – Dolina Prosiecka.
  – niebieski: Prosiek – Dolina Prosiecka – Svorad – rozdroże w Dolinie Borowianki – Obłazy Kwaczańskie. Czas przejścia 3 h, ↓ 2:50 h
  żółty: Dolina Prosiecka – Dolina Kwaczańska

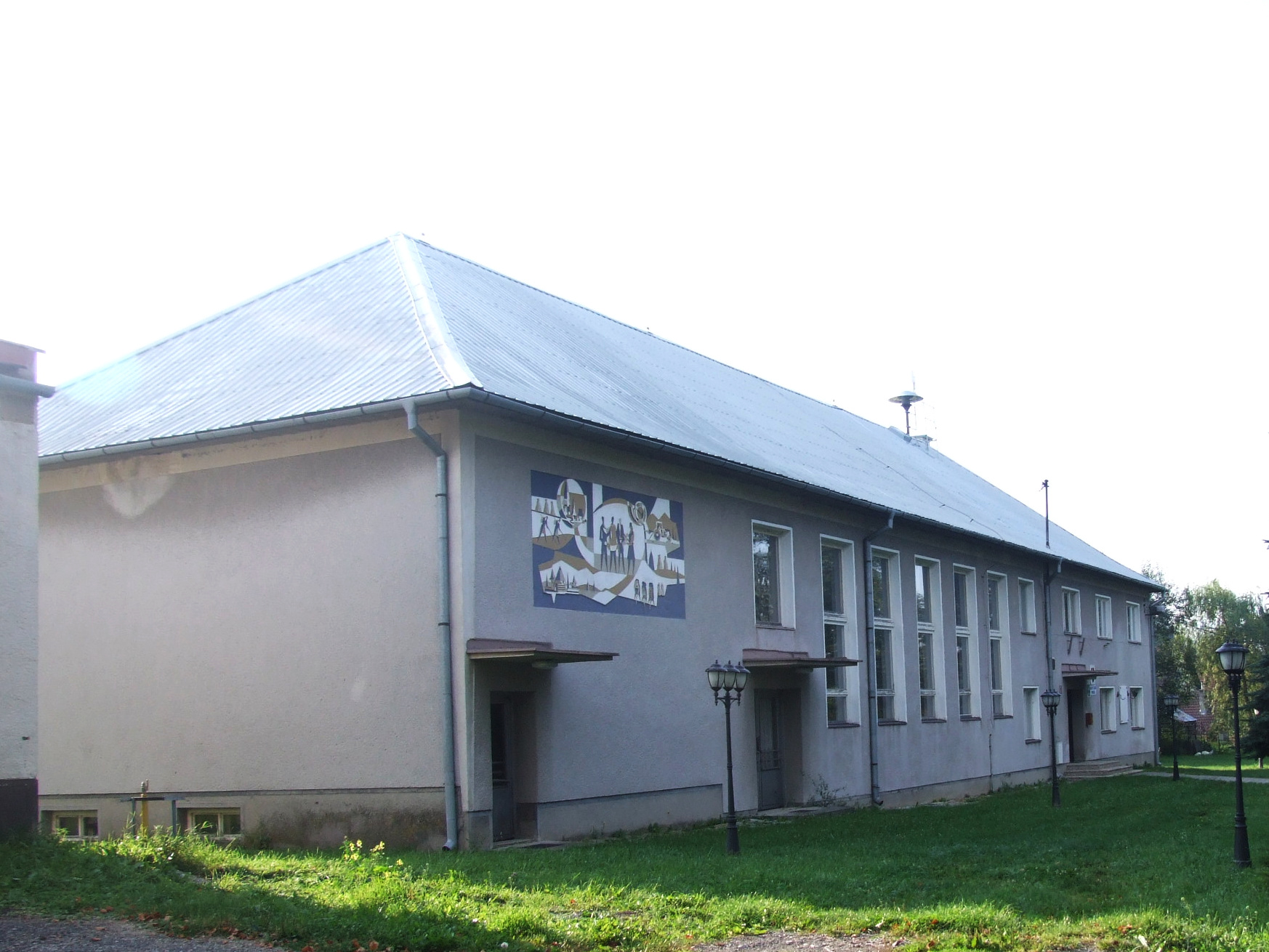
Szkoła w Prosieku